# Център за подводна археология
Центърът за подводна археология (ЦПА) е държавен културен институт в България - юридическо лице на бюджетна издръжка към министъра на културата и второстепенен разпоредител с бюджетни кредити. Предметът му на дейност е проучване, документиране и опазване на подводното археологическо наследство на България (българското Черноморско крайбрежие, реки и езера). Центърът не поддържа постоянна експозиция. Културните ценности, продукт на неговата дейност, са експонирани в част от музеите по южното Черноморие.
Центърът за подводна археология е основан през 1978 г., и е базиран в град Созопол. Той е най-старото учреждение от своя тип в Източна Европа и представлява първата подобна институция, работеща активно във водите на Черно море.
ЦПА е домакин на първия в света научен форум по морска история и подводна археология – международния симпозиум „THRACIA PONTICA“, и развива интензивна теренна проучвателна дейност. Центърът играе решаваща роля за това, България да бъде една от първите държави, подписали Световната конвенция на ЮНЕСКО за опазване на подводното културно наследство от 2001 г.